# BJAB
BJAB是對人類皰疹病毒第四型呈陰性的人類伯基特淋巴瘤細胞系，最初是分離自一名五歲的非洲女性伯基特淋巴瘤患者。然而BJAB細胞衍生而來的GC-BJAB細胞對人類皰疹病毒第四型呈陽性，並且不同於BJAB培養物在達到最大密度後很快就會凋亡，GC-BJAB培養物達到細胞飽和密度後可以長時間維持在存活狀態。由於已經確定了兩種細胞系的同一性，其生長特性的顯著差異須歸因於EBV基因組。

## 抑制
有研究指出，高濃度及長時間的白藜蘆醇作用會使BJAB細胞的形態發生改變，不僅胞體變為紡錘形且兩極尖細，還使細胞質變得渾濁，甚至出現核固縮或細胞核溶解的情況，干擾着BJAB細胞的細胞週期。原因是白藜蘆醇能夠抑制DNA複製過程所需的拮抗雌激素及BJAB細胞自分泌的活性氧，從而抑制BJAB細胞的增殖。

## 外部連結
- Cellosaurus entry for BJAB（页面存档备份，存于）